# 伯利坎普-梅西算法
伯利坎普－梅西算法（英語：Berlekamp-Massey algorithm，简称B-M算法）用来构造一个尽可能短的线性反馈移位寄存器（linear feedback shift register，LFSR）来产生一个有限二元序列{\displaystyle s^{N}}，同时，该算法也给出了{\displaystyle s^{N}}的线性复杂度。该算法是一个多项式时间的迭代算法，以N长二元序列{\displaystyle a_{0},a_{1},...,a_{N-1}}为输入，输出产生给序列式的最短LFSR的特征多项式{\displaystyle f_{N}(x)}及该LFSR的线性复杂度{\displaystyle L(s^{N})}。
這一算法由埃爾溫·伯利坎普與詹姆斯·梅西發明。